# Hauptpastorat (Uetersen)

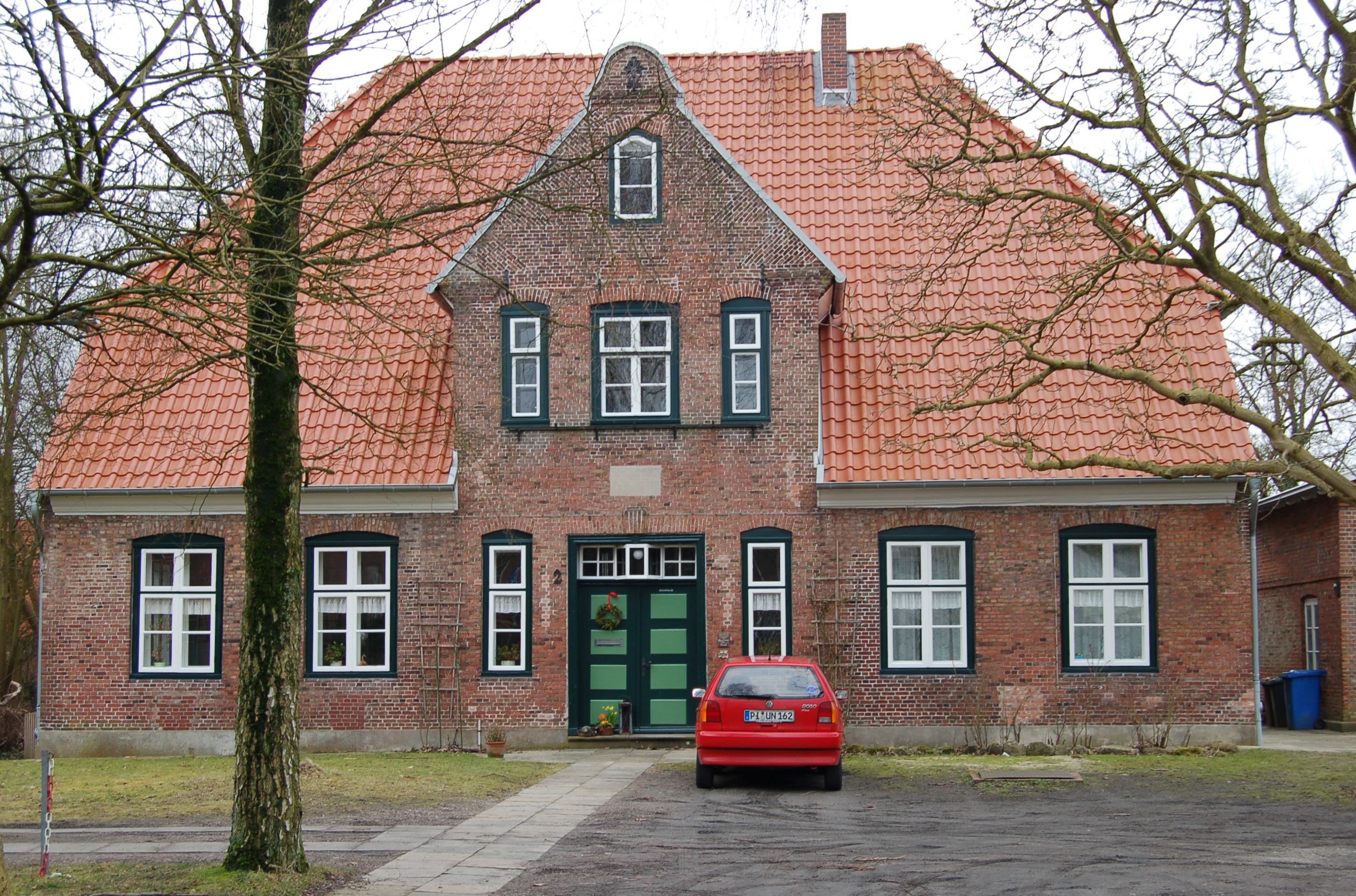
Das Hauptpastorat in Uetersen

Das Hauptpastorat ist ein denkmalgeschütztes Gebäude in Uetersen.  
Das 1781 errichtete Pastorat ist ein eingeschossiger Backsteinbau  mit Krüppelwalmdach und Zwerchgiebel im Ziermauerwerk und Zieranker. Es war der Wohnsitz des Uetersener Hauptpastors und Propstes Johann Bröker (1806–1890). Bröker war der Schwager des Generalfeldmarschalls Helmuth Karl Bernhard von Moltke, der sich oft für Wochen zur Entspannung in diesem Haus aufhielt und sich in diesem mit der höheren Gesellschaft der Stadt wie Cäcilie Bleeker, Johannes Diermissen und Ludwig Meyn traf. 
Das Gebäude steht wegen seines hohen architektonischen und historischen Wertes als Kulturdenkmal unter Denkmalschutz.
- Siehe auch: Liste der Kulturdenkmale in Uetersen
- Siehe auch: Bildtafel der Kulturdenkmale in Uetersen